# Topolino giornalista
Topolino giornalista (Editor-in-Grief) è una storia a fumetti Disney pubblicata per la prima volta giornalmente sui quotidiani statunitensi dal 4 marzo al 1º giugno 1935 e realizzata da Floyd Gottfredson; i protagonisti sono Topolino, Pippo, Paperino e Gambadilegno.

## Trama
Topolino diventa proprietario di un giornale, L'eco del mondo di cui, aiutato dai suoi amici assume la direzione. Il giornale era stato messo in vendita perché preso di mira da alcuni gangster che gli avevano impedito di continuare le proprie attività. 
Costoro, appena scoprono che il giornale ha ripreso le pubblicazioni chiedono 500 Dollari alla settimana per far proseguire senza preoccupazioni l'attività. Topolino rifiuta l'offerta e manda Pippo sulle tracce del ricattatore, scoprendo così che fa parte della banda di malavitosi capeggiati da Pietro Gambadilegno. Topolino indaga e, infine, riuscirà a sgominare la banda.